# Halowe Mistrzostwa Europy w Lekkoatletyce 1982 – skok wzwyż kobiet
Skok wzwyż kobiet – jedna z konkurencji technicznych rozgrywanych podczas halowych lekkoatletycznych mistrzostw Europy w Palasport di San Siro w Mediolanie. Rozegrano od razu finał 7 marca 1982. Zwyciężyła reprezentantka Republiki Federalnej Niemiec Ulrike Meyfarth. Wszystkie trzy medalistki ustanowiły halowy rekord Europy skokami na wysokość 1,99 m. Tytułu zdobytego na poprzednich mistrzostwach nie broniła Sara Simeoni z Włoch.

## Rezultaty

### Finał
Rozegrano od razu finał, w którym wzięło udział 16 zawodniczek.

Opracowano na podstawie materiału źródłowego.
| Miejsce | Zawodniczka        | Wynik | Uwagi |
| ------- | ------------------ | ----- | ----- |
| 1       | Ulrike Meyfarth    | 1,99  | ER    |
| 2       | Andrea Bienias     | 1,99  | ER    |
| 3       | Katalin Sterk      | 1,99  | ER    |
| 4       | Kerstin Dedner     | 1,94  |       |
| 5       | Diana Elliott      | 1,94  | NR    |
| 6       | Tamara Bykowa      | 1,91  |       |
| 7       | Andrea Breder      | 1,91  |       |
| 8       | Elżbieta Krawczuk  | 1,88  |       |
| 9       | Chris Soetewey     | 1,88  |       |
| 10      | Maryse Éwanjé-Épée | 1,88  |       |
| 11      | Ludmiła Andonowa   | 1,85  |       |
| 11      | Gaby Meier         | 1,85  |       |
| 13      | Anne Heitmann      | 1,85  |       |
| 14      | Emese Béla         | 1,85  |       |
| 14      | Sandra Dini        | 1,85  |       |
| 16      | Ann-Marie Cording  | 1,85  |       |